# パームスプリングス・エリアル・トラムウェイ

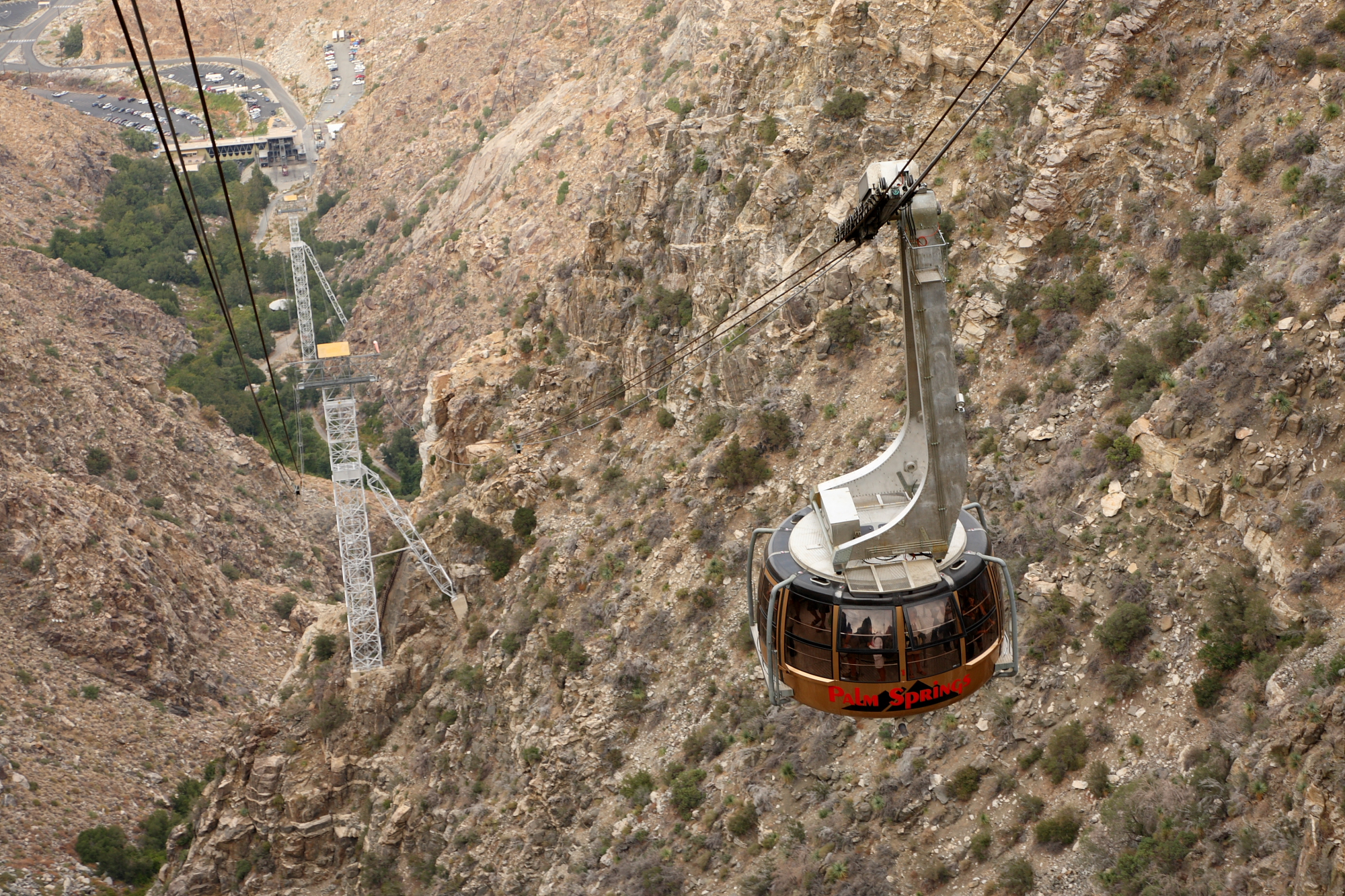
回転しながら上って行くエリアル・トラムウェイ

パームスプリングス・エリアル・トラムウェイ（Palm Springs Aerial Tramway）は、アメリカ合衆国カリフォルニア州パームスプリングスにある世界最大の回転式ロープウェイ。1963年9月、コーチェラバレー（Coachella Valley）からサンタローザ（Santa Rosa）とサンジャシント山（San Jacinto）州立公園までの交通手段として作られた。
80人乗りの搬器が、麓のバレー駅（標高2463フィート/約805メートル）から頂上のマウント駅（標高8516フィート/約2595メートル）まで、標高差1800メートルの距離を360度回転しながら上っていく。山頂裏手には、14000エーカー（約5600ヘクタール）に及ぶサンジャシント山州立公園・自然保護区が広がる。